# 191 f.Kr.
| 191 f.Kr.          |
| ------------------ |
| Dødsfald - Fødsler |
|                    |

## Dødsfald
- Laodike 3. - prinsesse fra Pontos og hustru til Antiochos 3. af Seleukideriget